# Ubida ramostriellus
Ubida ramostriellus là một loài bướm đêm trong họ Crambidae.